# Joachim Hennrichs
Joachim Hennrichs (* 1965 in Polch) ist ein deutscher Rechtswissenschaftler und Hochschullehrer an der Universität zu Köln.

## Leben und Werk
Nach dem Abitur am Kurfürst-Balduin-Gymnasium in Münstermaifeld 1984 studierte Hennrichs ab dem folgenden Jahr Rechtswissenschaften an der Universität Mainz. 1990 legte er sein Erstes Juristisches Staatsexamen ab. 1994 wurde er von der Universität Mainz mit einer von Walther Hadding betreuten gesellschaftsrechtlichen Schrift zum Dr. iur. promoviert. 1998 habilitierte er sich mit einer bilanzrechtlichen Schrift. Zum Wintersemester 1998/99 hatte Hennrichs einen Lehrauftrag an der TU Darmstadt inne, im Wintersemester 1999/2000 vertrat er einen Lehrstuhl an der Universität Potsdam. Vom daran anschließenden Sommersemester 2000 bis Februar 2003 war er ordentlicher Professur für Bürgerliches Recht mit Bankrecht auf dem entsprechenden Lehrstuhl der Universität Münster. Im März 2003 wechselte Hennrichs auf den Lehrstuhl für Bürgerliches Recht, Bilanz- und Steuerrecht der Universität zu Köln, den er seitdem innehat. Zudem ist er dort Direktor des Instituts für Gesellschaftsrecht und seit 2022 zugleich Geschäftsführender Direktor des neu gegründeten Instituts für Nachhaltigkeit, Unternehmensrecht und Reporting (INUR) der Universität zu Köln. Er ist Mitglied im Wissenschaftlichen Beirat beim Bundesfinanzministerium und in zahlreichen weiteren wissenschaftlichen Arbeitskreisen.
Hennrichs Forschungsschwerpunkte liegen vor allem im deutschen und europäischen Handels- und Gesellschaftsrecht sowie dem Steuerrecht. Besondere Schwerpunkte darin bilden unter anderem das Bilanzrecht und andere rechtliche Aspekte der Wirtschaftsprüfung sowie das Einkommens- und Unternehmenssteuerrecht, insbesondere das Recht der steuerlichen Gewinnermittlung und Besteuerung bei Personen- und Kapitalgesellschaften. So kommentiert er unter anderem im Münchener Kommentar zum Aktiengesetz und zum Bilanzrecht.
Hennrichs ist verheiratet und Vater von zwei Kindern.

## Schriften (Auswahl)
- Formwechsel und Gesamtrechtsnachfolge bei Umwandlungen (einschließlich Verschmelzung und Spaltung). Duncker & Humblot, Berlin 1995, ISBN 978-3-428-08302-2 (Dissertation).
- Wahlrechte im Bilanzrecht der Kapitalgesellschaften – unter besonderer Berücksichtigung der EG-Bilanzrichtlinie. Otto Schmidt, Köln 1999, ISBN 978-3-504-35107-6 (Habilitationsschrift).
- Die HGB-Klausur. 3. Auflage. C.H. Beck, München 2003, ISBN 978-3-406-49225-9.
- Umstrukturierung und Steuerrecht. In: Deutsche Steuerjuristische Gesellschaft. Band 43. Otto Schmidt, Köln 2020, ISBN 978-3-504-62045-5.